# Salzkartoffel

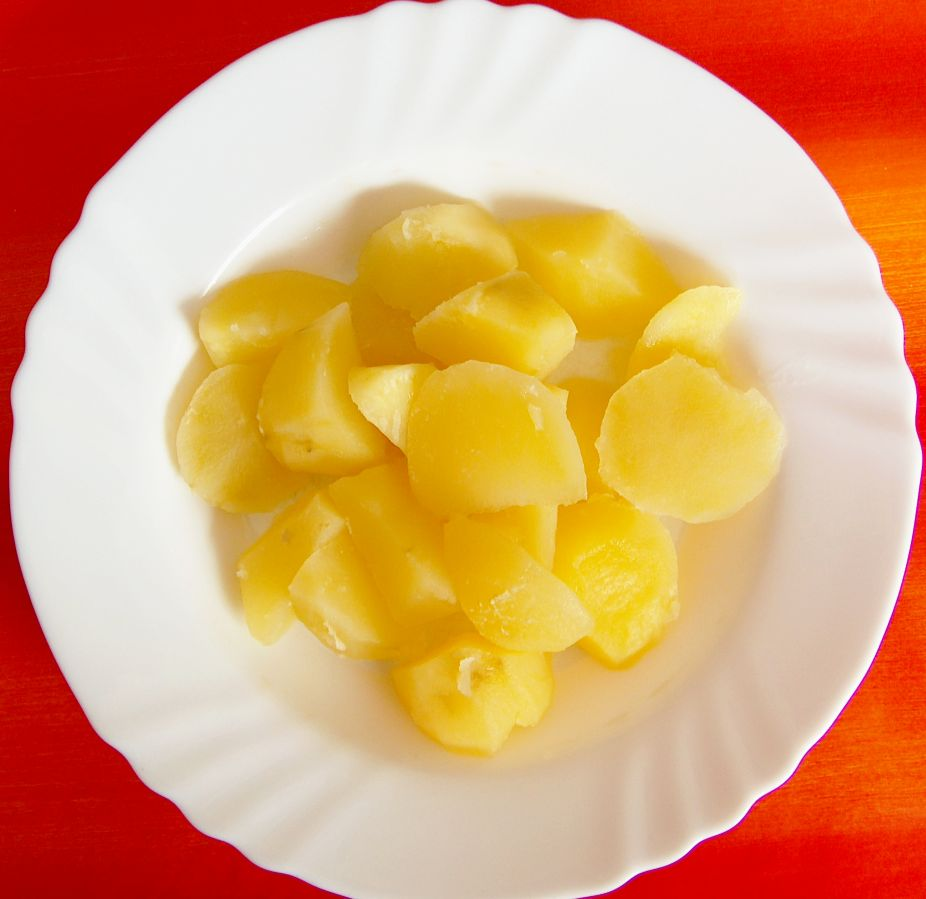
Ein Teller mit Salzkartoffeln

Salzkartoffeln sind geschälte und in Salzwasser gekochte Kartoffeln. Die ähnlichen Pellkartoffeln werden abweichend in ihrer Schale gekocht. Sie gehören zu den traditionellen Beilagen vor allem der deutschen Küche. Für diese sehr einfache Zubereitungsart werden die Kartoffeln mit einem Kartoffelschäler oder Messer geschält, je nach Größe gestückelt, in kaltes Salzwasser gegeben, aufgekocht und etwa 20 Minuten im leicht kochenden Wasser gegart. Vor dem Servieren wird die Flüssigkeit abgegossen und man lässt die Kartoffeln im noch heißen Topf ausdampfen.
Werden die Kartoffeln anschließend in Butter geschwenkt, werden sie Schwenk- oder Butterkartoffeln genannt; werden sie in Schmalz oder Butterschmalz geschwenkt, werden sie Geschmälzte genannt. In Restaurants werden sie auch oft mit Kräutern oder Röstzwiebeln verfeinert und dann beispielsweise als Petersilien- oder Dillkartoffeln serviert.